# Basquetebol na Universíada de Verão de 2011
O basquetebol na Universíada de Verão de 2011 foi disputado em Shenzhen na China, entre 13 e 22 de agosto de 2011.

## Sedes
As sedes foram:
- Ginásio do Centro Esportivo da Universíada
- Ginásio Pingshan
- Ginásio Luohu
- Arena multiuso do Centro de Esportes de Longgang
- Ginásio da Escola de Línguas Estrangeiras de Shenzhen

## Calendário
| Basquetebol | Agosto | Agosto | Agosto | Agosto | Agosto | Agosto | Agosto | Agosto | Agosto | Agosto | Agosto | Agosto | Agosto |
| Basquetebol | 11     | 12     | 13     | 14     | 15     | 16     | 17     | 18     | 19     | 20     | 21     | 22     | 23     |
| ----------- | ------ | ------ | ------ | ------ | ------ | ------ | ------ | ------ | ------ | ------ | ------ | ------ | ------ |
| Masculino   |        |        |        |        |        |        |        |        |        |        |        | 1      |        |
| Feminino    |        |        |        |        |        |        |        |        |        |        | 1      |        |        |

|  | Dia de competição |  | Dia de final |

## Medalhistas
| Evento    | Ouro | Prata | Bronze |
| --------- | --- | --- | --- |
| Masculino | SRB Sérvia Mladen Jeremić Marko Ljubičić Stefan Živanović Sava Lešić Miloš Dimić Stefan Birčević Duško Bunić Vladimir Lučić Luka Drca Nikola Cvetinovic Nikola Dragović Vladimir Štimac                             | CAN Canadá Jahmal Jones Nathan Yu Kyle Desmarais William Harrison Jordan Baker Michael Lieffers Warren Ward Cole Hobin Tyson Hinz Boris Bakovic Lien Phillip Owen Klassen | LTU Lituânia Mantas Kadzevicius Matas Sapiega Osvaldas Matulionis Ernestas Ežerskis Edgaras Stanionis Darius Gvezdauskas Augustas Peciukevicius Mindaugas Kupsas Marius Valukonis Gediminas Zyle Julius Jucikas Gediminas Orelik |
| Feminino  | USA Estados Unidos Odyssey Sims Skylar Diggins Natalie Novosel Jacqueline Gemelos Devereaux Peters Shekinna Stricklen Chinenye Ogwumike Keisha Hampton Glory Johnson Nneka Ogwumike Elena Delle Donne Lynetta Kizer | TPE Taipé Chinês Lo Chiaohui Huang Fanshan Yang Yahui Lai Hsinyu Huang Yingli Chang Ning Yang Shuching Chen Yuchun Hsu Chienhui Wu Shinying Huang Pingjen Hsieh Peichun   | AUS Austrália Sarah Graham Stephanie Cumming Abby Bishop Mia Newley Emma Langford Tess Madgen Nicole Hunt Louella Tomlinson Katie-Rae Ebzery Elyse Penaluna Marianna Tolo Cayla Francis                                          |